# Provincia de Oropeza
La provincia de Oropeza es una provincia boliviana que se encuentra en el departamento de Chuquisaca, tiene como capital provincial a Sucre, que además es la capital departamental y la capital de Bolivia.
Se encuentra geográficamente situada en la franja subandina a una altura media de unos 2000 m s. n. m. Tiene una superficie de 3943 km² y una población de 288 039 habitantes (INE 2012).
La provincia, anteriormente denominada Cercado, fue dividida en dos mediante la ley de 18 de noviembre de 1912, durante el gobierno de Eliodoro Villazón. La primera parte fue nombrada Oropeza, con capital en Yotala, mientras que la segunda parte de fue nombrada Yamparáez, con capital de Tarabuco.

## Toponimia
El nombre de la provincia se debe a Samuel Oropeza (fallecido en 1907), congresista y político boliviano.

## Geografía
Oropeza es una de las diez provincias del departamento de Chuquisaca. Limita al norte, al oeste y al este con el departamento de Potosí , al sureste con la provincia de Yamparáez, al este con la provincia de Zudáñez, y al noreste con el departamento de Cochabamba. La provincia se extiende aproximadamente entre los 18 ° 20 'y 19 ° 22' de latitud sur y 65 ° 00 'y 65 ° 42' de longitud oeste, su extensión de este a oeste es de 40 km de norte a sur, 110 km.

## Demografía
De acuerdo con el censo boliviano de 2024, la población de la provincia de Oropeza es de 319 006 habitantes.
La población de la provincia ha aumentado en más de tres cuartas partes en las últimas tres décadas:
| Año  | Habitantes | Fuente |
| ---- | ---------- | ------ |
| 1992 | 176 298    | Censo  |
| 2001 | 241 376    | Censo  |
| 2012 | 286 140    | Censo  |
| 2024 | 319 006    | Censo  |

39,6 % de la población son menores de 15 años. La tasa de alfabetización en la provincia es del 79,6 %. 
29,8 % de la población no tiene acceso a la electricidad , el 41,4% viven sin instalaciones sanitarias (1992). 92,0% de los habitantes son católicos, el 5,1% son protestantes (1992).
Las personas son en su mayoría indígenas.
| Grupo étnico              | Municipio de Sucre (%) | Municipio de Yotala (%) | Municipio de Poroma (%) |
| ------------------------- | ---------------------- | ----------------------- | ----------------------- |
| Quechua                   | 57.3                   | 90.4                    | 94.7                    |
| Aimara                    | 2.3                    | 0.8                     | 0.9                     |
| Guaraní, Chiquitos, Moxos | 1.4                    | 0.2                     | 0.1                     |
| No indígenas              | 38.6                   | 8.3                     | 4.2                     |
| Otros grupos indígenas    | 0.4                    | 0.3                     | 0.1                     |

## Idioma
Los idiomas que se hablan en la provincia son principalmente español y el quechua. 82,2% de la población habla español , el 69,3% en quechua , y el 13% en aimara . 
| Lengua              | Municipio de Sucre | Municipio de Yotala | Municipio de Poroma |
| ------------------- | ------------------ | ------------------- | ------------------- |
| Quechua             | 116,053            | 8,197               | 15,554              |
| Aimara              | 3,322              | 68                  | 165                 |
| Guaraní             | 344                | 8                   | 4                   |
| Otro nativo         | 67                 | 0                   | 4                   |
| Español             | 183,231            | 5,587               | 4,620               |
| Extranjero          | 8,156              | 41                  | 8                   |
| Sólo nativo         | 19,901             | 3,319               | 11,057              |
| Nativo y en español | 97,831             | 4,916               | 4,513               |
| Sólo en español     | 85,497             | 673                 | 107                 |

## División
La provincia de Oropeza está dividida en tres municipios, los cuales son:
- Sucre - 261.201 habitantes (2012)
- Yotala - 9.461 habitantes (2012)
- Poroma  - 17.377 habitantes (2012)

## Lugares de interés
Los sitios arqueológicos de Inkamachay (también deletreado Incamachay o Inca Machay) y Pumamachay se encuentran dentro de la provincia. Inkamachay fue declarado Monumento Nacional en 1958.